# Adolphe Quetelet

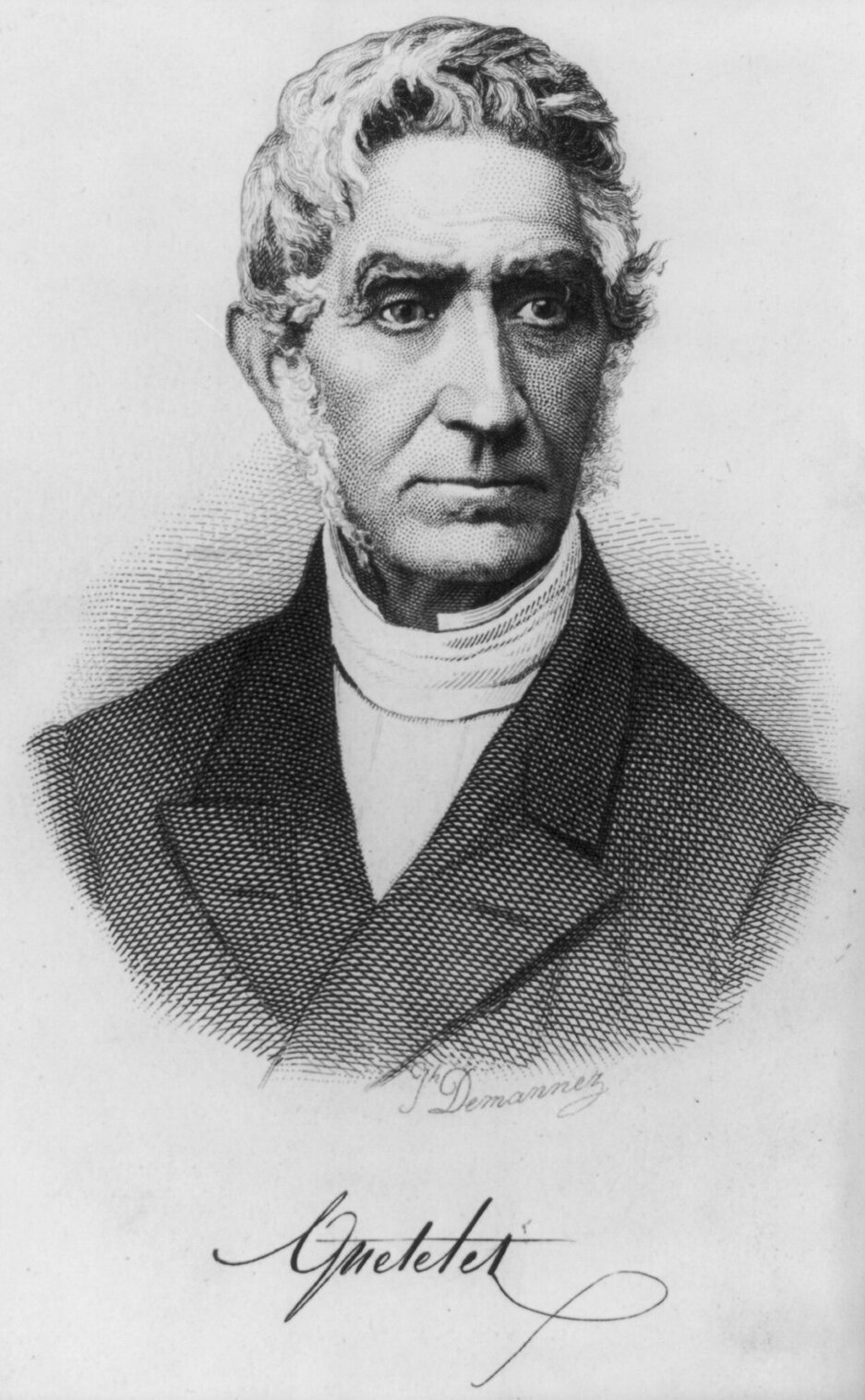
Adolphe Quetelet

Lambert Adolphe Jacques Quetelet (* 22. Februar 1796 in Gent; † 17. Februar 1874 in Brüssel) war ein belgischer Astronom und Statistiker, der 1835 die moderne Sozialstatistik begründete und mit seinen Beiträgen zu einer Moralstatistik entscheidende Impulse für die Konsolidierung der Kriminologie als wissenschaftlicher Disziplin lieferte.

## Leben
Lambert A. J. Quetelets Mutter hieß Anne Françoise und war eine geborene van de Velde. Nachdem sein Vater François Augustin Jacques Henri Quetelet (1756–1803) früh verstorben war, musste Adolphe Quetelet sich schon in jungen Jahren mit dem Aufbau einer eigenen Existenz beschäftigen. Quetelet studierte in Gent und wurde 1815 Dozent der Mathematik. An der Universität Gent legt er 1819 seine Dissertation über Kegelschnitte vor, De quibusdam locis geometricis nec non de curva focali. Später hat er zusammen mit Germinal Pierre Dandelin daran weitergearbeitet. Deshalb heißt das den Dandelinschen Kugeln zugrundeliegende mathematische Theorem im Französischen auch „Théorème de Dandelin-Quetelet“ oder „Théorème belge sur la section conique“ (Belgisches Theorem über die Kegelschnitte).
1819 kam er für kurze Zeit an das Athenäum nach Brüssel und am 24. Februar 1820 an die Académie Royale des Sciences et Belles-Lettres de Bruxelles, wo er 1836 auch Professor der Astronomie und Mathematik an der Kriegsschule wurde. Seit 1826 arbeitete er am Landesamt für Statistik. 1828 wurde er Direktor der Koninklijke Sterrenwacht, die neuerschaffen war durch Erlass Wilhelm I, König der Niederlande in den Grenzen von 1815–1830. Quetelets Arbeit im statistischen Landesamt und die Bekanntschaft mit dem Mathematiker Pierre-Simon Laplace weckten in ihm das Interesse an der Wahrscheinlichkeitsrechnung. Er versuchte, diese Erkenntnisse auch auf neue Gebiete anzuwenden, wie die Meteorologie und den Erdmagnetismus.
1841 wurde Quetelet zum Präsidenten der statistischen Zentralkommission für Belgien ernannt.
Einen großen Ruf hatte sich Quetelet insbesondere durch seine sozialstatistischen und anthropometrischen Arbeiten erworben. Er versuchte, sowohl die physischen als auch die moralischen Erscheinungen des individuellen und gemeinschaftlichen Lebens zu ergründen. Durch Auswertung von Gerichtsunterlagen fand er beispielsweise heraus, dass zwar viele Verbrechen im Affekt begangen werden, die jährliche Verbrechenshäufigkeit aber weitgehend konstant bleibt. Er schloss daraus, dass der Keim für alle Verbrechen in der Gesellschaft liegt. Der Täter ist danach nur das Werkzeug, das die Tat ausführt. Bei seinen Untersuchungen ging Qutelet allerdings oft rein mechanisch vor, auch wurden seine Methoden bereits zu Lebzeiten angezweifelt. So führte er eine Untersuchung zur Verteilung der Werte des menschlichen Brustumfanges durch. Die beobachteten Werte bei 5.738 schottischen Soldaten führten zu einer Normalverteilung.
Quetelet suchte weiterhin nach statistischen Besonderheiten der Lebenserwartung oder charakterlicher und sozialer Eigenschaften wie die Neigung zur Schriftstellerei oder zur Kriminalität. Er entdeckte, dass viele dieser Eigenschaften normalverteilt sind. Quetelet fasste dies unter dem Idealtyp des mittleren Menschen (frz. homme moyen) zusammen. Dieses von ihm begründete Wissensgebiet nannte er Sozialphysik.
Quetelet gilt heute als Begründer der modernen Sozialstatistik, die er 1835 bekannt machte. Unter anderem organisierte er 1846 die erste Volkszählung in Belgien. Er gründete zudem verschiedene wissenschaftliche Gesellschaften und versuchte, den internationalen Austausch unter den Wissenschaftlern verschiedener Staaten zu verbessern.
Am 20. September 1824 heiratete Quetelet Cécile Virginie Curtet, die Tochter des französischen Arztes François-Antoine Curtet (1763–1830) in Brüssel. Ihr Salon wurde später zu einer Begegnungsstätte zahlreicher Gelehrter und Künstler mit internationaler Ausstrahlung.
1855 erlitt Quetelet einen Schlaganfall, von dem er sich nicht mehr ganz erholte und deshalb nicht mehr viel zur Wissenschaft beitragen konnte. 1872 trat er letztmalig auf einem Kongress in St. Petersburg auf. Dort rechnete er dem Publikum im Rahmen eines Vortrags über die Bedeutung des Durchschnitts vor, dass er als 76-Jähriger nur noch eine Lebenserwartung von 2–3 Jahren habe. Mit dieser Prognose behielt Quetelet recht, denn er starb zwei Jahre später am 17. Februar 1874 in Brüssel, wo ihm 1880 die belgische Akademie ein Denkmal errichtete (eine sitzende Marmorfigur von Charles Auguste Fraikin).
Sein Sohn Ernest Quetelet (1825–1878) war ebenfalls Astronom.

## Wirkung
Quetelets Untersuchungen zum menschlichen Körper hatten großen Einfluss auf Alphonse Bertillon, der basierend auf seinen Untersuchungen die Grundlagen seines später Bertillonage genannten Systems zur Personenidentifikation schuf.
In seiner Anthropometrie entwickelte Quetelet Körper-Kennzahlen für den „mittleren“ Menschen, von denen der Quetelet-Index (Body-Mass-Index) bis heute verwendet wird.
Sein großes Verdienst besteht darin, den Nachweis geliefert zu haben, dass die scheinbaren Zufälle des sozialen Lebens durch ihre periodische Wiederholung und ihre periodische Durchschnittsbildung eine innere Notwendigkeit besitzen. Karl Marx vermisste jedoch eine Interpretation derselben. „Jedenfalls hatte Marx mit dem Werk von Quetelet eine sozialstatistische Untersuchung in der Hand, die er später mehrfach rühmen, aber auch kritisieren wird und dabei auch immer wieder auf dessen Konzept eines Durchschnittsindividuums Bezug nahm.“
Adolphe Quetelet entwickelte eine Erklärung für die nach ihm benannten Queteletschen Ringe.

## Ehrungen
Im Februar 1820 wurde er Mitglied der Académie royale de Bruxelles, von 1832 bis 1834 war er Präsident der Akademie. Seit 1825 war er korrespondierendes, seit 1827 Mitglied und seit 1851 auswärtiges Mitglied der Königlich Niederländischen Akademie der Wissenschaften. 1837 wurde Quetelet in die American Academy of Arts and Sciences und in die Göttinger Akademie der Wissenschaften, 1838 zum Mitglied der Deutschen Akademie der Naturforscher Leopoldina und 1839 zum auswärtigen Mitglied der Royal Society gewählt. 1835 wurde er Mitglied der Royal Society of Edinburgh.
1832 wurde er zum korrespondierenden Mitglied der Preußischen und 1854 zum auswärtigen Mitglied der Bayerischen Akademie der Wissenschaften ernannt. Der Mondkrater Quetelet und der Asteroid (1239) Queteleta sind nach ihm benannt.

## Schriften
- Astronomie élémentaire, 2 Bde., Brüssel 1826
- Positions de physique, 3 Bde., Brüssel 1827 (frz. Nachdruck 2010)
- Notes extraites d'un voyage scientifique,fait en Allemagne pendant l'été 1829, Bruxelles, 1830
- Recherches sur la réproduction et la mortalité et sur la population de la Belgique, Brüssel 1832
- Statistique des tribunaux de la Belgique, Brüssel 1833
- (Hg.) Annales de l'observatoire de Bruxelles, Brüssel 1834 ff.
- (Hg.) Annuaire de l'observatoire Royal de Bruxelles, Brüssel 1834 ff.
- Sur l'homme et le développement de ses facultés, ou essai de physique sociale, 2 Bde., Paris 1835 (dt. Über den Menschen und die Entwicklung seiner Fähigkeiten 1838; engl. A treatise on man and the development of his faculties)
- Sur l'influence des saisons sur la mortalité aux différens ages dans la Belgique, Brüssel 1838
- Sur l'appréciation des documents statistiques, et en particulier sur l'appréciation des moyennes. In: Bulletin de la Commission Centrale des Statistique. Band 2, 1845, S. 205–286 (google.be).
- Sur la théorie des probabilités apliquée aux sciences morales et politique. Lettres au duc de Saxe-Coburg et Gotha, Brüssel 1846
- Du système sociale et des lois qui le régissent, Paris 1848
- Sur le climat de la Belgique, 2 Bde., Brüssel 1849–1857
- Théorie des probabilités, Brüssel 1853
- Histoire des sciences mathématiques et physiques chez les Belges, Brüssel 1864
- Science mathématiques et physiques chez les Belges au commenceent du 19e siècle,  Brüssel 1866
- Physique sociale ou essai sur le développement des facultés de l'homme, Brüssel 1869
- Anthropométrie ou mesure des différentes facultés de l'homme, Brüssel 1870

## Einzelbelege
1. ↑  Brébois: Paul Jean Clays – Genealogie, 7. Februar 2018, abgerufen am 17. März 2019.
2. ↑  Adolphe Quetelet im Mathematics Genealogy Project (englisch)
3. ↑  Tin Fischer: Otto Normal war sein Ideal. In: Die Zeit Nr. 3 vom 11. Januar 2024. S. 15.
4. ↑  Paul Diepgen, Heinz Goerke: Aschoff/Diepgen/Goerke: Kurze Übersichtstabelle zur Geschichte der Medizin. 7., neubearbeitete Auflage. Springer, Berlin/Göttingen/Heidelberg 1960, S. 35.
5. ↑  1965: Jean de Launois, "Descendance belge de Christophe Curtet, notaire à Chaumont (Haute-Savoie)", Présence savoisienne en Belgique sous le Consulat et l'Empire dans De Schakel, année 1965, n°1, S. 11 à 14.
6. ↑  Adolphe Quedelet
7. ↑  Anthropométrie ou mesure des différentes facultés de l'homme. Brüssel 1870.
8. ↑  Marx an Kugelmann, London, 3. März 1869. In: Karl Marx: Briefe an Kugelmann. Verlag JHW Dietz Nachf. Berlin, S. 64.
9. ↑   Marx Engels Gesamtausgabe(MEGA) Band IV/10 Apparat Seite 702
10. ↑  Académicien décédé: Adolphe Quetelet. Académie royale des Sciences, des Lettres et des Beaux-Arts de Belgique, abgerufen am 13. November 2023 (französisch, mit Link zur Biografie (PDF)).
11. ↑  Past members: Lambert Adolphe Jacques Quetelet. Königlich Niederländische Akademie der Wissenschaften, abgerufen am 13. November 2023.
12. ↑  Holger Krahnke: Die Mitglieder der Akademie der Wissenschaften zu Göttingen 1751–2001 (= Abhandlungen der Akademie der Wissenschaften zu Göttingen, Philologisch-Historische Klasse. Folge 3, Band 246 = Abhandlungen der Akademie der Wissenschaften in Göttingen, Mathematisch-Physikalische Klasse. Folge 3, Band 50). Vandenhoeck & Ruprecht, Göttingen 2001, ISBN 3-525-82516-1, S. 194.
13. ↑  Mitgliedseintrag von Adolphe Quetelet bei der Deutschen Akademie der Naturforscher Leopoldina, abgerufen am 22. August 2022.
14. ↑  Past Fellows: Biographical Index, Former Fellows of the Royal Society of Edinburgh 1783–2002, K-Z. (PDF) Royal Society of Edinburgh, abgerufen am 22. August 2022.

| Personendaten    | Personendaten                                          |
| ---------------- | ------------------------------------------------------ |
| NAME             | Quetelet, Adolphe                                      |
| ALTERNATIVNAMEN  | Quetelet, Lambert Adolphe Jacques (vollständiger Name) |
| KURZBESCHREIBUNG | belgischer Astronom und Statistiker                    |
| GEBURTSDATUM     | 22. Februar 1796                                       |
| GEBURTSORT       | Gent                                                   |
| STERBEDATUM      | 17. Februar 1874                                       |
| STERBEORT        | Brüssel                                                |